# Tarqui (ort)
Tarqui är en ort i Colombia.   Den ligger i departementet Huila, i den centrala delen av landet, 300 km sydväst om huvudstaden Bogotá. Tarqui ligger 827 meter över havet och antalet invånare är 4 144.
Terrängen runt Tarqui är kuperad åt sydost, men åt nordväst är den bergig. Runt Tarqui är det ganska glesbefolkat, med 28 invånare per kvadratkilometer. Närmaste större samhälle är Timaná, 19,7 km sydväst om Tarqui. Omgivningarna runt Tarqui är huvudsakligen savann.